# Ocyptamus isthmus
Ocyptamus isthmus är en tvåvingeart som beskrevs av Thompson 1976. Ocyptamus isthmus ingår i släktet Ocyptamus och familjen blomflugor.
Artens utbredningsområde är Panama. Inga underarter finns listade i Catalogue of Life.